# Ramsgate
Ramsgate is een kustplaats en civil parish in het bestuurlijke gebied Thanet, in het Engelse graafschap Kent. De plaats telt 40.408 inwoners.

## Economie
De belangrijkste economische activiteiten van Ramsgate zijn de visserij en het toerisme. Daarnaast is er een roro haven-terminal ten behoeve van de veerboot-dienst op Oostende in België. De werkloosheid ligt iets hoger (4,9%) dan gemiddeld in het Verenigd Koninkrijk.
De jachthaven heeft ongeveer 800 aanleggers per jaar. Ramsgate heeft enkele zandstranden, die in 2008 de Blue Riband Award kregen. Bij de Hoverport is een Vikingschip (Hugin) te bezichtigen en in de omgeving ligt het natuurreservaat Pegwell.
Ramsgate was in het verleden de aanleghaven voor verschillende veerboten. Hoverlloyd en later Hoverspeed verzorgden de hovercraftverbinding met Calais. Toen deze veerdienst werd opgedoekt in 1982, bleef de aanleghaven in Pegwell lang verlaten, om pas na enkele decennia te worden afgebroken. Alleen de aanloopstroken van de hovercrafts zijn nog zichtbaar. Na 1982 werd door Sally-Line een veerbootverbinding verzorgd, een dienst die door Transeuropa Ferries werd overgenomen tot het faillissement in 2013. Sindsdien zijn er geen veerverbindingen en ligt de veerhaven er ongebruikt bij.   Ramsgate is de dichtstbijzijnde aanloophaven voor overstekende jachten vanuit Vlissingen of andere plaatsen in Zeeland of België. In het verleden had Ramsgate ook veerverbindingen met Vlissingen en Duinkerke.

## Station Ramsgate
- 1x per uur Regionale hogesnelheidstrein Londen St Pancras - Stratford International - Ebbsfleet International - Ashford International - Canterbury West - Ramsgate - Broadstairs - Margate

## Bekende inwoners
- Grant & Forsyth, zangduo

## Geboren in Ramsgate
- Norman Cecil Egerton Miller (1893), entomoloog
- Brenda Blethyn (1946), actrice
- Gary Pallister (1965), voetballer

## Overleden in Ramsgate
- Moses Montefiore (1784-1885), bankier en weldoener
- John Le Mesurier (1912-1983), acteur

## Partnersteden
- Frankrijk: Conflans-Sainte-Honorine
- België: Chimay
- Denemarken: Frederikssund